# 韦德兰·乔尔卢卡
韦德兰·乔尔卢卡（1986年2月5日—），克罗地亚退役足球运动员，現為克羅地亞國家足球隊助理教練。

## 榮譽

### 國家隊
克羅埃西亞
- 國際足協世界盃亞軍：2018年

### 個人
- 布拉尼米爾大公勳章：2018年